# گمارون
گمارون، روستایی است از توابع بخش مرکزی شهرستان گناوه استان بوشهر ایران.

## جمعیت
این روستا در دهستان حیات داوود قرار دارد و بر اساس سرشماری سال ۱۳۸۵ آمار رسمی جمعیت آن ۲۶۱نفر (۶۰خانوار) می‌باشد.